# Neodontobutis hainanensis
Neodontobutis hainanensis är en fiskart som först beskrevs av Chen, 1985.  Neodontobutis hainanensis ingår i släktet Neodontobutis och familjen Odontobutidae. Inga underarter finns listade i Catalogue of Life.